# Selinopsis montana
Selinopsis montana är en flockblommig växtart som beskrevs av Ernest Saint-Charles Cosson och Michel Charles Durieu de Maisonneuve. Selinopsis montana ingår i släktet Selinopsis och familjen flockblommiga växter. Inga underarter finns listade i Catalogue of Life.